# Cyphodynerus
Cyphodynerus (лат.) — род одиночных ос (Eumeninae).

## Описание
От близких родов ос отличается следующими признаками: скутеллюм вогнутый медиально, без латеральных пластинчатых килей; тергит II с тремя шипиками. Тегулы увеличены, почти такие же, как щитик, закруглены сзади. Метанотум двузубчатый. Тегулы сужаются кзади, достигая заднего конца паратегул. Пронотум шире длины в дорсальном виде; тергит I длиннее ширины в дорсальном виде; задний конец тергита II с неглубокой впадиной. Тергит I более чем в 0,5 раза шире тергита II в дорсальном виде. Средние голени с одной шпорой. Переднее крыло с первой и второй возвратными жилками, исходящими в субмаргинальной ячейке II.

## Классификация
В мировой фауне известно 7 видов. Палеарктика, Афротропика.
- Cyphodynerus bisellatus (Schulthess, 1914)
- Cyphodynerus canaliculatus (Saussure, 1856)
- Cyphodynerus guillarmodi Giordani Soika, 1985[6]
- Cyphodynerus kimberleyensis Giordani Soika, 1985
- Cyphodynerus rubroniger (Bingham, 1902)
- Cyphodynerus salekanus (Strand, 1922)
- Cyphodynerus sculpturatus (Dover, 1925)